# Coelioxys albonotata
Coelioxys albonotata är en biart som beskrevs av Theodor Emil Schummel 1829. Coelioxys albonotata ingår i släktet kägelbin, och familjen buksamlarbin. Inga underarter finns listade i Catalogue of Life.